# Đorđe (Đokica) Milaković
Đokica Milaković (Darda kod Osijeka, 16. rujna 1925. – Zagreb, 12. studenoga 2001.), bio je hrvatski filmski glumac.
Popularni Medeni iz TV serije Ogledalo građanina pokornog, redatelja Radivoja Lole Đukića iz 1964. godine.
U Srbiji je proveo radni vijek. Pod stare je dane, za vrijeme Miloševićeve vlasti, morao pobjeći u Hrvatsku.

## Filmovi i serije
(izbor)
- Maršal - (1999.)
- Puška za uspavljivanje - (1997.)
- Ubi ili poljubi - (1984.)
- Čovjek sa četiri noge - (1983.)
- Na mjesto, gradjanine Pokorni! - (1964.)
- Sinji galeb - (1953.)
- Ciguli miguli - (1952.)